# Lordomyrma furcifera
Lordomyrma furcifera é uma espécie de formiga do gênero Lordomyrma, pertencente à subfamília Myrmicinae.